# N4,N4-二甲基胞嘧啶
N4,N4-二甲基胞嘧啶（m42C，也称4-(二甲基氨基)-2(1H)-嘧啶酮）是一种含氮杂环有机化合物，化学式为C6H9N3O，是胞嘧啶二甲基化形成的特殊碱基。